# Cnaeus Cornelius Scipio Asina
Pour les articles homonymes, voir Cornelius Scipio.
Cnaeus Cornelius Scipio Asina est un homme politique de la République romaine, de la gens patricienne Cornelia. Il est le fils de Lucius Cornelius Scipio Barbatus, qui fut consul en 298 av. J.-C. Il gagne son cognomen d'Asina (« l’ânesse ») lors d’un achat de terre ou d’un mariage d’une de ses filles pour avoir apporté sur le forum  un âne chargé d’or au lieu de ses témoins de garantie.

## Biographie
Cnaeus Cornelius Scipio est élu avec Caius Duilius pour le consulat de 260 av. J.-C. lors de la première guerre punique. Il commande la flotte romaine nouvellement construite et aborde avec 17 navires à Lipari, qui est sous domination carthaginoise et dont il espère s'emparer grâce à une trahison. Il pénètre dans le port de Lipari, mais s’y trouve bloqué pendant la nuit par une escadre carthaginoise venue de Palerme et est fait prisonnier avec tous ses navires. Selon l’historien Florus, Scipion se serait fait attirer et piéger à Lipari par une ruse conçue par les Carthaginois.
On ignore quand et dans quelles conditions Scipio est libéré, mais il est de nouveau consul en 254 av. J.-C. avec Aulus Atilius Caiatinus. Avec une nouvelle flotte, ils longent la côte nord de la Sicile, et s'emparent de la cité de Kephalodon grâce à une trahison. Ils tentent d'assiéger Drépane sur la côte ouest de Sicile, mais ils doivent abandonner à l'approche de renforts carthaginois. Faisant retour en direction de Messine, ils attaquent le port de Palerme et forcent la vieille ville à capituler. Une partie des habitants rachètent leur liberté à raison de 2 mines d’argent par tête, soit 200 drachmes, ceux qui ne peuvent payer ont leur maison pillée. Cette victoire vaut à Scipion un triomphe à son retour à Rome.
Son  destin qui alterne succès et revers, faisant succéder consulat, captivité puis de nouveau consulat lui vaut d’être cité par Valère Maxime parmi ses anecdotes de changement de vie et de fortune.